# Riesenmaschine
Riesenmaschine ist ein von 2005 bis 2020 betriebenes kollaboratives Weblog. Betreiber der Riesenmaschine ist die Zentrale Intelligenz Agentur, ein „kapitalistisch-sozialistisches Joint Venture mit dem Anspruch, neue Formen der Kollaboration zu etablieren.“ Ein Korrespondentennetzwerk (u. a. Kathrin Passig, Tex Rubinowitz, Sascha Lobo, Holm Friebe, Aleks Scholz, Christian Y. Schmidt, Michael Brake, Kai Schreiber) kommentierte in der Riesenmaschine Entwicklungen und Erfindungen auf verschiedenen Gebieten (u. a. Entwicklungen in Wissenschaft und Kultur, gesellschaftliche Trends und neue Produkte).
Ausgewählte Beiträge erschienen 2007 gedruckt als Buch.
Seit Mitte 2020 werden keine redaktionellen Beiträge mehr veröffentlicht.

## Auszeichnungen

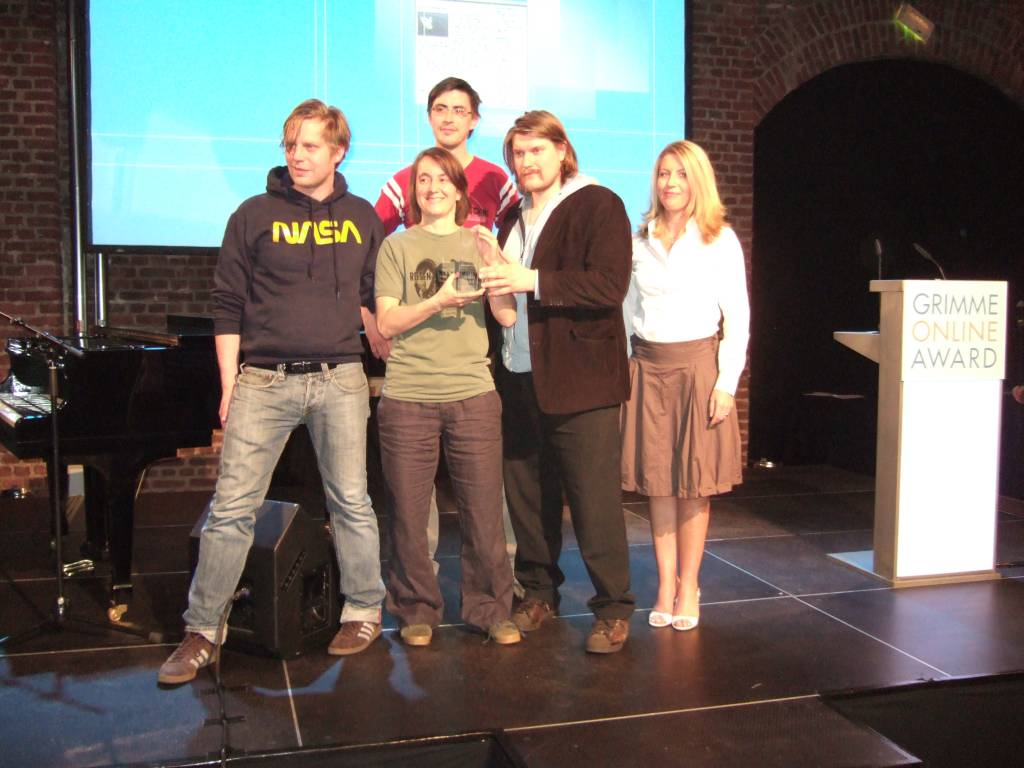
Die Autoren der Riesenmaschine bei der Verleihung des Grimme Online Award 2006 (von links nach rechts: Holm Friebe, Kathrin Passig, Martin Baaske, Sascha Lobo, Moderatorin Anne Gesthuysen)

2006 erhielt die Riesenmaschine den Grimme Online Award Kultur und Unterhaltung für Konzept und Redaktion. In der Preisbegründung hieß es: „Riesenmaschine ist so etwas wie ein Blog mit Bügelfalte: Formal von geradezu vollendeter Klarheit, zeigt sich das Konzept glanzvoll bei dem Versuch, klassische journalistische Qualität zu pflegen und sich gleichzeitig durch Texte von teils akrobatischer Virtuosität in eine produktive Entfernung zu ebendiesem klassischen Journalismus zu begeben.“
Im gleichen Jahr erfuhr die Riesenmaschine mediale Aufmerksamkeit, als Autorin Kathrin Passig den Ingeborg-Bachmann-Preis gewann.
Im Jahr 2007 erhielt die Riesenmaschine den Erik-Reger-Preis (Förderpreis) der Zukunftsinitiative Rheinland-Pfalz.  Die Jury begründete die Verleihung des Preises mit „der herausragenden literarischen Darstellung der modernen Lebens- und Arbeitswelt“.